# Юнак, Иван Харитонович
Иван Харитонович Юнак (19 марта 1918, Веремиевка, Полтавская губерния, УНР — 31 июля 1995, Москва) — советский государственный и партийный деятель, первый секретарь Тульского обкома КПСС (1961—1985). Почётный гражданин Тульской области.

## Биография
Родился 19 марта 1918 года в селе Веремиевка Полтавской губернии. Украинец.
С 1933 года работал счетоводом в колхозе.
В 1941 году окончил Глуховский сельскохозяйственный институт, в 1942 году — Военную Артиллерийскую Академию имени Ф.Э. Дзержинского. Затем воевал на фронте. В 1946—1949 годах — агроном, главный агроном (Тальновский район Киевской области).
С 1949 года — на партийной работе. В 1930—1953 годах — первый секретарь Корсунь-Шевченковского райкома КП(б) — КП Украины (Киевская область), в 1953—1954 годах — инспектор ЦК КП Украины, в 1954 году — первый заместитель председателя Исполнительного комитета Черкасского областного Совета депутатов трудящихся.
С 1954 по июль 1961 года — председатель Днепропетровского облисполкома. В 1960—1961 годах — кандидат в члены ЦК КП Украины.
С 17 июля 1961 года по 8 января 1963 года и с 15 декабря 1964 года по 5 августа 1985 года — первый секретарь Тульского обкома КПСС (с 8 января 1963 года по 15 декабря 1964 года — первый секретарь Тульского сельского обкома КПСС).
Известен конфликт Ивана Юнака с будущими губернаторами Тульской области Николаем Севрюгиным и Василием Стародубцевым. С Николаем Севрюгиным связано множество скандалов на постах начальника управления сельского хозяйства Тульского облисполкома и председателя Ленинского райисполкома Тульской области, и в 1984 году он был отправлен на пост председателя совхоза «Тульский» Ленинского района. По обвинению в хищениях социалистической собственности предстал перед судом брат известного председателя племзавода-колхоза имени В. И. Ленина Новомосковского района Василия Стародубцева Дмитрий Стародубцев, который в 1981 году был приговорён к 6 годам тюрьмы.
Член ЦК КПСС (1961—1986). Депутат Верховного Совета СССР 6—11 созыва от Тульской области (1962—1986).
С августа 1985 года — персональный пенсионер союзного значения (г. Москва).
Скончался 31 июля 1995 года в городе Москве. Похоронен на Троекуровском кладбище.

## Память

Мемориальная доска на доме 53 по проспекту Ленина в Туле

- На доме 53 по проспекту Ленина в г. Туле, где работал И. Х. Юнак, установлена мемориальная доска

## Награды и звания
- 5 орденов Ленина (в том числе 20.03.1968)
- орден Отечественной войны 1-й степени (11.03.1985)
- орден Трудового Красного Знамени
- 2 ордена Красной Звезды (28.01.1944; 23.09.1944)
- медали
- Почётный гражданин Тульской области